# Eliozeta helluo
Eliozeta helluo là một loài ruồi trong họ Tachinidae.